# Piedecuesta
Piedecuesta – miasto w północno-wschodniej Kolumbii, w departamencie Santander. Liczba mieszkańców wynosi 116 736 osób.